# Angielska wojna domowa

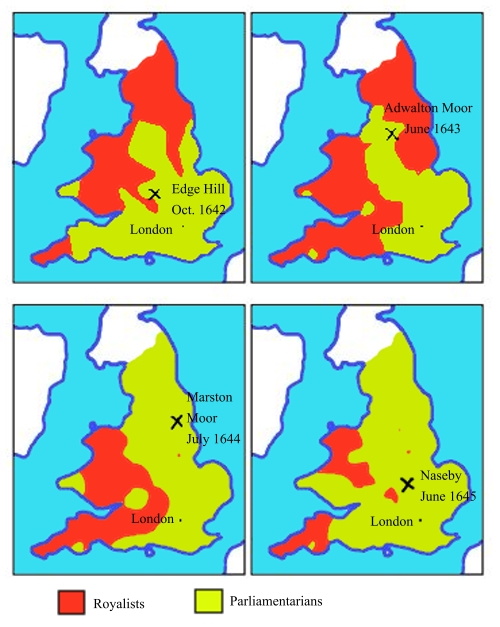
Poszczególne fazy I wojny domowej

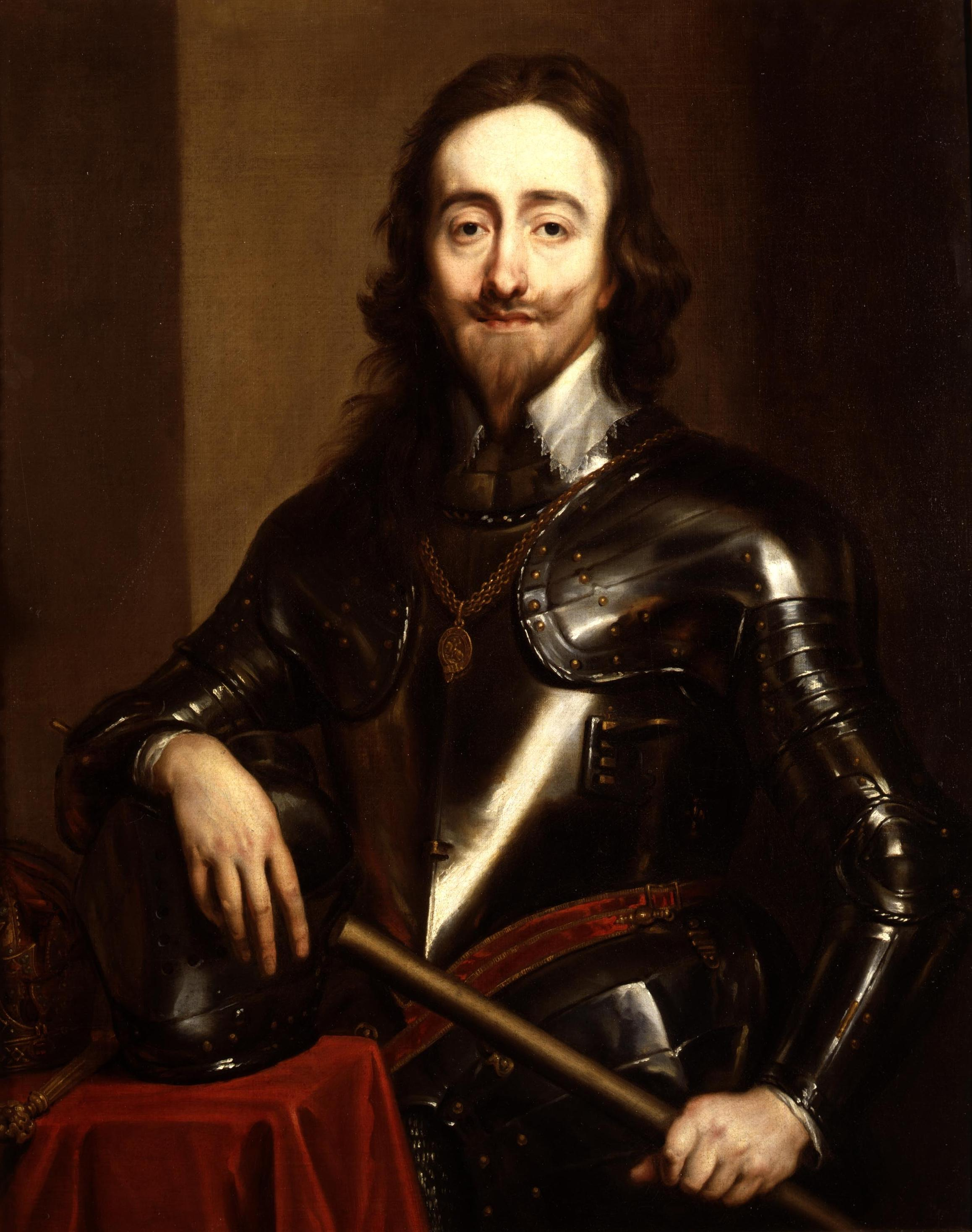
Karol I Stuart

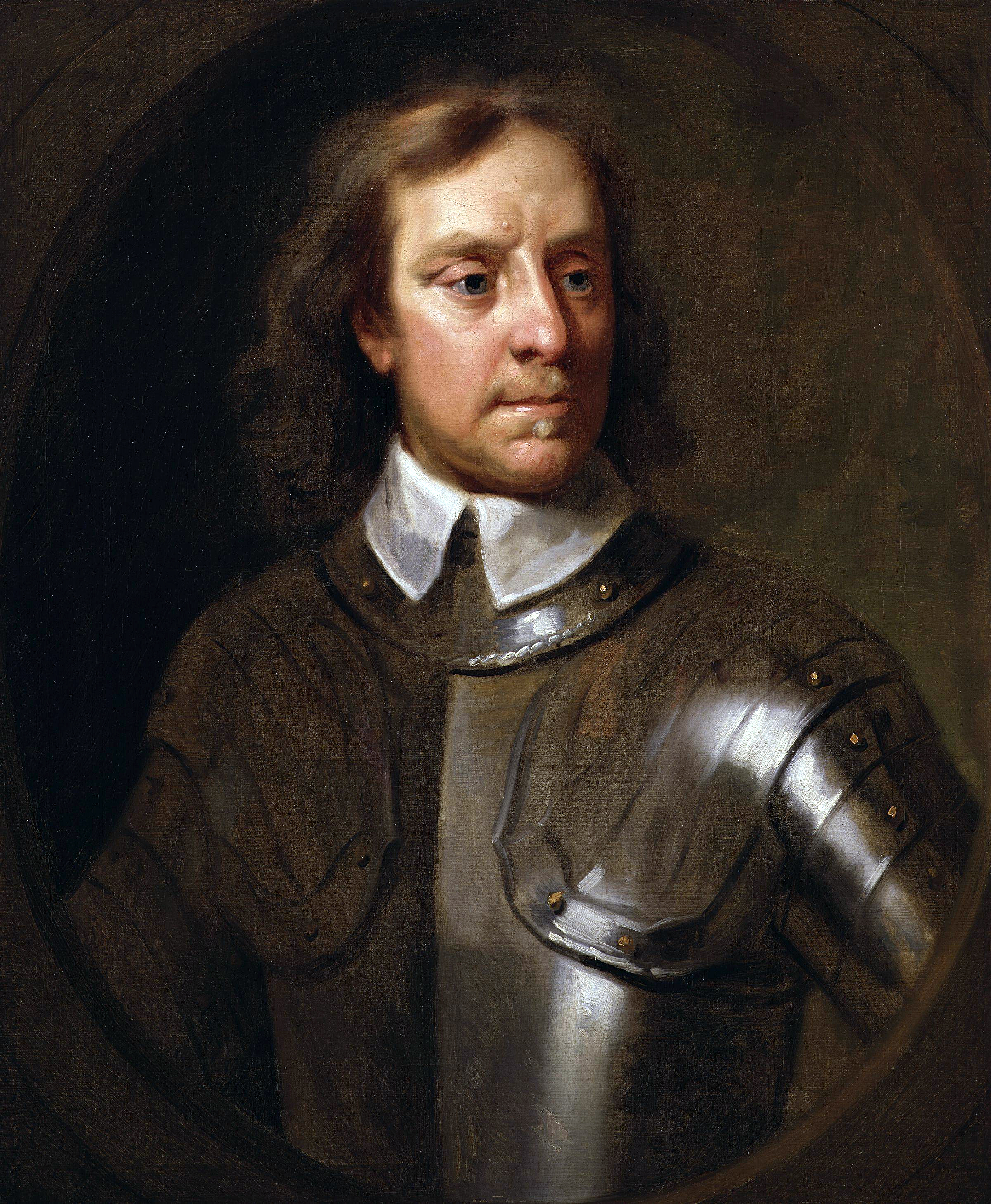
Oliver Cromwell

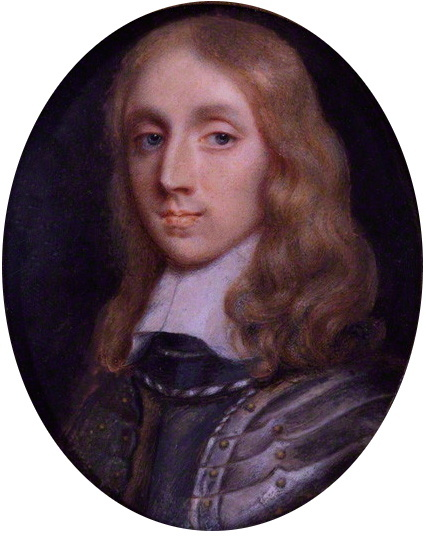
Richard Cromwell

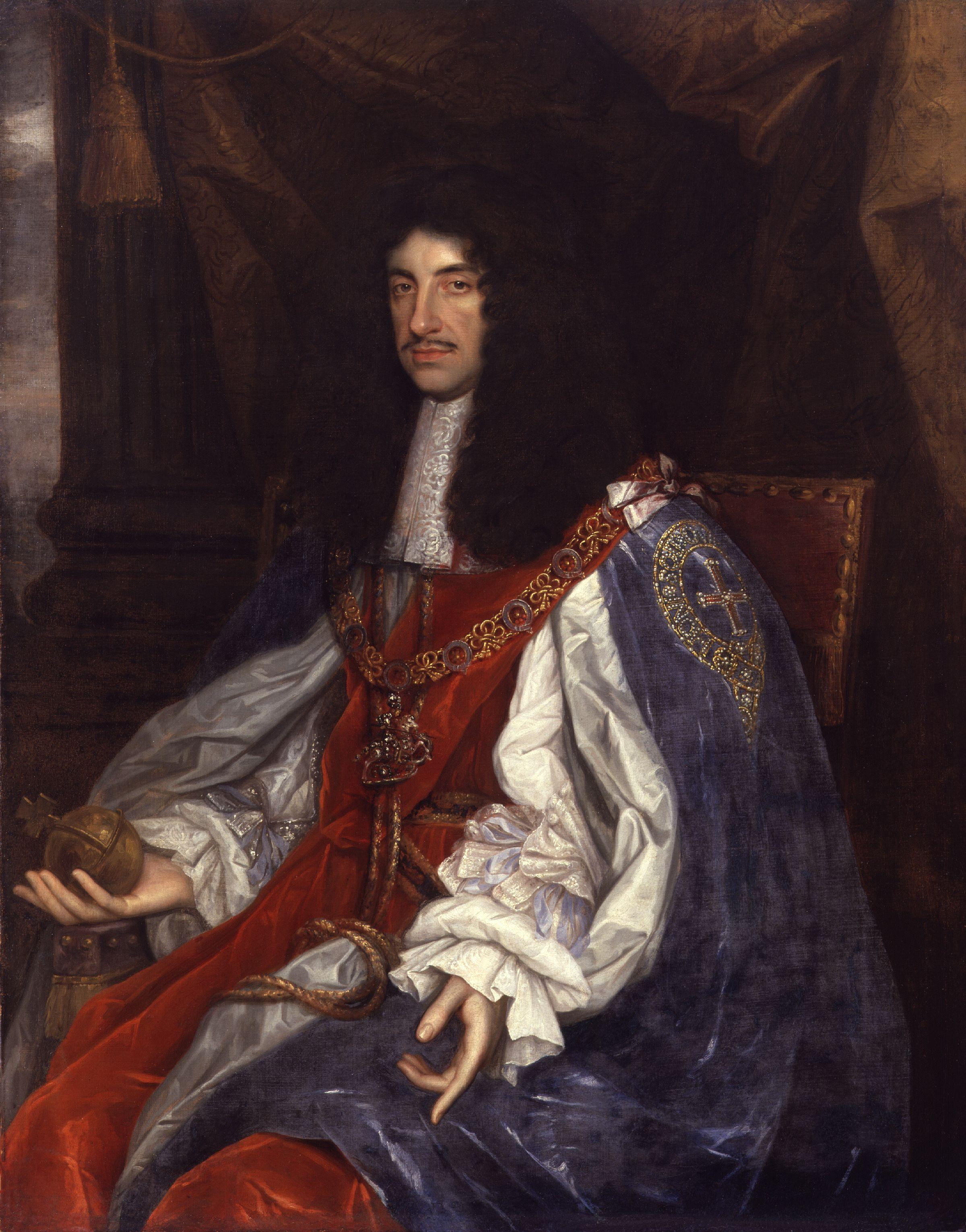
Karol II Stuart

Angielska wojna domowa (także rewolucja angielska lub wojna domowa w Anglii – ang. The English Civil War) – cykl trzech wojen domowych oraz ciąg politycznych machinacji, rozgrywających się pomiędzy parlamentarzystami i rojalistami od 1642 do 1651. Parlamentarzyści buntowali się przeciwko królowi Karolowi I i Karolowi II. W tym czasie Oliver Cromwell zniósł ustrój monarchiczny.

## Przyczyny
Nieudolna polityka Stuartów – Jakuba I i Karola I, miernych i rozrzutnych władców, którzy nie potrafili rozwinąć dialogu z większością poddanych; zahamowanie rozwoju gospodarczego i ekonomicznego spowodowane wojną trzydziestoletnią oraz nieudolną polityką dworu i istnieniem monopoli; dysproporcja w rozwoju ekonomicznym pomiędzy zacofaną północą i zachodem a rozwiniętym południem i wschodem; niedokończone przekształcenia ekonomiczne i gospodarcze; konflikty religijne pomiędzy anglikanami (popierającymi dwór i króla), a purytanami (przeciwnikami polityki wewnętrznej, również gospodarczej, króla); konflikt pomiędzy klasami społecznymi, zwłaszcza nowo powstałymi, a dynastią Stuartów; niezadowolenie społeczne; próba narzucenia anglikanizmu Szkotom. Wszystkie te przyczyny doprowadziły do wojny domowej, a w konsekwencji do upadku Stuartów.

## I angielska wojna domowa (1642–1646)
Próba narzucenia anglikanizmu w Szkocji doprowadziła do buntu i wybuchu walk, co zmusiło Karola I do zwołania parlamentu w 1640. Monarcha liczył na zgodę na nałożenie nowych podatków, jednak zdominowany przez opozycję Parlament nie poparł go i domagał się zawarcia pokoju ze Szkocją. Propozycje te nie spodobały się królowi i po zaledwie trzech tygodniach obrad rozwiązał parlament. Od tego wydarzenia nazwano go Parlamentem Krótkim. Monarcha nic nie zyskał w ten sposób, ponieważ parlament nie uchwalił żadnych ustaw, a Karol nie otrzymał pożyczki od londyńskiego City. W tym samym czasie nastąpił bunt domagającego się wolnego handlu i swobody produkcji mieszczaństwa przeciwko monopolom.
Brak pieniędzy z tytułu podatków zmusił jednak monarchę, tym samym przyznającego się do klęski, do ponownego zwołania zgromadzenia. Parlament ten nie pozwolił się już rozwiązać, a ponieważ trwał przez 13 lat, nazwany został Parlamentem Długim. Zgromadzenie było zdominowane przez opozycję, której przewodniczyli John Pym, John Hampden, Oliver St. John, William Lenthall i Oliver Cromwell. Doszło do ustanowienia reform godzących we władzę absolutną, a umacniających pozycję opozycji. Zniesiono represyjne sądy królewskie, uznano za nieważne podatki nałożone i pobierane przez króla bez zgody parlamentu, rozpuszczono armię królewską, a doradców monarchy, głównych przeciwników rewolucji, Thomasa Strafforda i arcybiskupa Canterbury Williama Lauda, skazano na karę śmierci. Nie podano powodów, gdyż sprytny Pym wydobył prawo z czasów Tudorów pozwalające na skazanie na śmierć osoby na podstawie ogólnego oskarżenia. Wystosowano do władcy tzw. Wielkie Napomnienie, wytykające królowi wszystkie przekroczenia władzy, jakich się dopuścił. Odbyło się nad nim głosowanie i 22 czerwca 1641 ponad połowa izby stwierdziła, że osiągnięto to, co trzeba, a dalsze uchwały idą za daleko i oznaczają rewolucję. Sytuacja z królewskiego punktu widzenia nieco poprawiła się w związku z powstaniem irlandzkim, gdyż uchwalono podatki na wojnę, a władca miał osobiście stanąć na czele armii. Król fatalnie jednak rozegrał sytuację, bo gdy chciał pojmać opozycjonistów, ci zostali ostrzeżeni i zdołali tego uniknąć.
Tracący władzę nad państwem Karol I 10 stycznia 1642 opuścił Londyn, a 22 sierpnia ze swego zamku w Nottingham wypowiedział wojnę parlamentowi. Nastąpiły starcia pomiędzy zwolennikami króla, zwanymi kawalerami (czyli anglikańską i katolicką starą szlachtą, nielicznymi chłopami, artystami i intelektualistami), a armią parlamentu (czyli purytańską nową szlachtą i średnio zamożnym mieszczaństwem), zwanymi potocznie okrągłogłowymi. Zastanawiające jest, że w części północno-zachodniej najwięcej zwolenników miał król, a w południowo-wschodniej parlament. Podział ten miał ścisły związek z rozwojem gospodarczym regionów. Początkowo w starciach zwycięstwa odnosili zwolennicy króla. 23 października 1642 roku w pierwszej bitwie pod Edgehill w hrabstwie Warwick. Wojska królewskie od końca 1642 do 1643 zdobyły Oksford, Bristol, południowo-zachodnią Anglię, znaczną część hrabstw York i Lancaster. Wkrótce jednak sytuacja zmieniła się. Sukcesem okazała się obrona Gloucester w lecie 1643, a także uwieńczone sukcesem starania dyplomatyczne o dołączenie się Szkocji do rewolucji. Jednak największy sukces nastąpił za sprawą Olivera Cromwella, znakomitego dowódcy, który stanął na czele armii parlamentu. Utworzył sprawny oddział jazdy, składający się z wolnych dzierżawców, drobnych właścicieli ziemskich i rzemieślników, zwany Ironsides i rozwinięty później w doborową kawalerię. Jego organizacja opierała się na żelaznej dyscyplinie i równości żołnierzy wobec innych, a także na ich fanatyzmie religijnym. Na wzór pierwszego pułku zaczęto szkolić dalsze oddziały, z których powstała tzw. armia nowego wzoru (New Model Army), odnosząca zwycięstwo za zwycięstwem. Pierwsze drobne sukcesy zanotowano pod Grantham, Gainsbourgh i Winceby w drugiej połowie 1643 roku, następnie 2 lipca 1644 roku w bitwie na Marston Moor w Yorkshire. Ostateczne zwycięstwo nastąpiło w 1645 pod Naseby, gdzie w decydującej walce z wojskiem królewskim Armia Nowego Wzoru święciła triumfy.
Po przegranej król uciekł do Szkocji. W obozie independentów zaczął zarysowywać się rozłam, wskutek którego powstali levellerzy, których przywódcami zostali John Lilburne, Richard Overton i William Walwyn. Występowali przeciwko przywilejom feudalnym, wysuwali ideę suwerenności narodu, która objawić miała się w powszechnym prawie wyborczym, żądali zniesienia monopoli, patentów i wybranych podatków, a także postulowali zmniejszenie podatków dla niezamożnych obywateli. Swój program przedstawili w traktacie „Porozumienie Ludzi” z 1647 roku. Przedstawiciel angielskich chłopów, leweller Gerrard Winstanley z odłamu diggerów, wezwał Olivera Cromwella, aby wprowadził demokratyczną republikę agrarną. Wezwanie jednak pozostało bez echa.
Napięcie pomiędzy parlamentem a armią osiągnęło tak wysoki stopień, że Cromwell musiał działać. Wyruszył ze swoją armią i zajął 6 września 1647 roku po raz pierwszy Londyn, rozbił zwycięski obóz prezbiterianów, co poskutkowało ucieczką większości prezbiterian znajdujących się w parlamencie.

## II angielska wojna domowa (1648–1649)
W kraju zaczęły narastać nastroje rojalistyczne, związane z chęcią zakończenia wojny i ustabilizowania sytuacji w kraju. Były one podsycane przez króla i jego zwolenników, obarczających winą za destabilizację rewolucjonistów. Rojalistyczna rewolta, jak nazwana została druga wojna domowa, została rozpoczęta w lutym 1648 przez Walię, gdy rojalistyczny pułkownik John Poyer, naczelnik zamku w Pembroke, odmówił przekazania jednego z oficerów Thomasa Fairfaxa.
Główne ogniska powstania skoncentrowały się w hrabstwie Kent, a także Londynie. Oliver Cromwell, wspólnie z Thomasem Fairfaxem, swoim formalnym przełożonym, rozpoczął walkę z rojalistami, a także ich sprzymierzeńcami Szkotami. Każdy z dowódców działał w innym regionie, Fairfax szybko uporał się z powstańcami z Kentu, natomiast Cromwell miał trudniejsze zadanie. Odniósł zwycięstwa nad zwolennikami króla w maju 1648 pod Cardiff w Walii, a następnie nad angielsko-szkocką armią dowodzoną przez Langdale’a i Hamiltona 17 sierpnia tego samego roku w bitwie pod Preston w Lancashire. Wojna skończyła się zwycięstwem independentów. Cromwell ruszył na północ przekraczając granicę Szkocji, a następnie wkraczając tryumfalnie do Edynburga.

## Anglia pod rządami Olivera Cromwella
W grudniu 1648 Cromwell na czele zwycięskiej armii uroczyście wkroczył do Londynu. Z parlamentu usunięto prezbiterianów – zwolenników ugody z monarchą. Izba Lordów przestała odgrywać jakąkolwiek rolę, a Izba Gmin została uszczuplona z 200 do 50 posłów, przedstawicieli radykalnego odłamu purytanizmu, opowiadającego się za niezależnością parlamentu. W 1649 roku, dwa lata po ucieczce Karola I do Szkocji, w zamian za sowitą zapłatę Szkoci wydali króla parlamentarzystom. Parlament, zwołany w uszczuplonym składzie (skąd nazwa „Parlament Kadłubowy”), uznał Karola I winnym zdrady i jako „tyrana, zdrajcę, mordercę i wroga publicznego” skazał na śmierć. Egzekucję przez ścięcie wykonano 30 stycznia 1649.
Po kilku miesiącach parlament ogłosił Anglię republiką i rozwiązał Izbę Lordów. Pełnię władzy dzierżył Oliver Cromwell, który prowadząc zręcznie politykę zagraniczną i handlową, zdobył zaufanie Anglików. Cromwell kontynuował kampanię przeciwko Szkocji i Irlandii, a wojenne zdobycze przekazywał zwolennikom republiki. Jego celem była również reforma kościoła w kierunku kalwińsko-purytańskim. W 1651 uchwalono Akt Nawigacyjny, mający ogromne znaczenie dla gospodarki angielskiej. Zezwalał on na import towarów do Anglii tylko na statkach angielskich lub należących do kraju, z którego pochodziły towary importowane. Akt skierowany był więc głównie przeciw Holandii, która w tamtym czasie była największym pośrednikiem w handlu międzynarodowym. Doprowadziło to wkrótce do pierwszej wojny angielsko-holenderskiej, w wyniku której Holendrzy zmuszeni zostali do uznania Aktu. W 1653 Cromwell rozpędził nieudolnie rządzący parlament kadłubowy i przyjął godność lorda protektora, stając się dyktatorem. W 1657 zaproponowano mu przejęcie korony, jednak odmówił, gdyż nie potrzebował tytułu królewskiego, by rządzić.
Po śmierci Cromwella w 1658 stanowisko lorda protektora przejął jego syn Richard. W 1659, gdy mieszczaństwo i nowa szlachta mieli już dość dyktatury, Richard musiał ustąpić i ponownie powołany został parlament.

## III angielska wojna domowa (1649–1651)
Rozegrała się w latach 1649–1651 i była ostatnią z serii konfliktów między obiema siłami. Odbywała się na najszerszą skalę terytorialną: w Irlandii i Szkocji, a także w prowincji Maryland w Ameryce. Najważniejszą bitwą była Bitwa pod Worcesterem, zakończona zwycięstwem sił parlamentu (straty wyniosły tylko 1000 ludzi).

## Konsekwencje
Stuartowie odzyskali możliwość powrotu na tron po wyrażeniu zgody na wiele ustępstw, m.in. wyrzeczenie się dążeń do władzy absolutnej. Karol II wrócił na tron w roku 1660 i cofnął większość postanowień rewolucjonistów. Nadto w roku 1689 przyjęto ustawę gwarantującą przewagę parlamentu nad monarchią, co dało początek demokracji parlamentarnej.

## Restauracja Stuartów
Stuartom obiecano powrót na tron pod warunkiem zagwarantowania wolności sumienia, uznania nienaruszalności dóbr nabytych w czasie rewolucji oraz wyrzeczenia się dążeń do władzy absolutnej. W 1660 roku na króla parlament wybrał Karola II Stuarta. Władca represjonował przywódców rewolucji i sprawców śmierci swojego ojca, a jednocześnie prowadził efektywną politykę handlową i kolonialną. Odrestaurował Izbę Lordów i uzupełnił Izbę Gmin. Zdobył poparcie grupy polityków-arystokratów (później nazwanej torysami). Cofnął w zasadzie wszystkie postanowienia i ustawy rewolucjonistów. Pojawiła się w tym czasie (nazwana później wigami) grupa możnych mieszczan. Ich sukcesem stało się uchwalenie Habeas Corpus Act w 1679 roku. Ustawa ta gwarantowała wszystkim nietykalność osobistą, co oznaczało, że dopiero po uzyskaniu pisemnego nakazu sądu można było aresztować daną osobę. Następcą Karola został jego brat Jakub II, jednak nie potrafił on kontynuować polityki poprzednika. Dążył do przywrócenia katolicyzmu (sam był gorliwym katolikiem), chciał ograniczyć rolę parlamentu i wprowadzić monarchię absolutną, przez co stracił zaufanie społeczeństwa. Widząc społeczne niezadowolenie, uciekł do Irlandii, gdzie utworzył wojska z zamiarem odzyskania tronu. W 1688 roku wigowie i torysi zaproponowali jednak koronę córce Jakuba II, Marii, protestantce. Po stosunkowo krótkich walkach w Irlandii wojska zdetronizowanego monarchy zostały pokonane.

## Monarchia parlamentarna
W 1689 roku parlament przyjął Ustawę o prawach, która gwarantowała przewagę parlamentu nad monarchą, zapewniała swobodę obrad parlamentu, wpłynęła na kształt ustroju politycznego – król bez zgody parlamentu nie miał prawa wydawać ustaw, nakładać podatków, a także tworzyć lub utrzymywać armii w czasie pokoju. W 1701 roku przyjęty został Akt o następstwie tronu, na mocy którego w razie bezpotomnej śmierci następczyni tronu Anny Stuart tron miała przejąć dynastia niemieckich książąt Hanoweru. Akt wprowadzał również obowiązek kontrasygnaty, co oznaczało, że żaden dokument królewski nie miał mocy prawnej bez drugiego podpisu. Miał złożyć go premier lub odpowiedni minister, odpowiadający za resort, którego dana ustawa dotyczyła. Odpowiedzialność za wszystkie ustawy ponosił kontrasygnujący. Królowi pozostały jedynie kompetencje zwoływania i rozwiązywania parlamentu, a także mianowanie członków Izby Lordów. Kontrasygnaty monarchy potrzebowały z kolei uchwały parlamentu. Wszystkie przyjęte przez parlament akty położyły podwaliny pod nowy ustrój Anglii – monarchię parlamentarną. W tym czasie było to w Europie zachodniej pierwsze państwo o takim ustroju politycznym. Dominującą rolę odgrywała w nim nowa szlachta (gentry) oraz średnio zamożne mieszczaństwo.

## Chronologia bitew
- Bitwa pod Powick Bridge (23 września 1642)
- Bitwa pod Edgehill (23 października 1642)
- Bitwa pod Turnham Green (13 listopada 1642)
- Bitwa pod Hopton Heath (19 marca 1643)
- Bitwa pod Adwalton Moor (30 czerwca 1643)
- Bitwa pod Lansdowne (5 lipca 1643)
- Bitwa pod Roundway Down (13 lipca 1643)
- Bitwa pod Gainsborough (28 lipca 1643)
- Bitwa pod Newbury (20 sierpnia 1643)
- Bitwa pod Winceby (11 października 1643)
- Bitwa pod Cheriton (29 marca 1644)
- Bitwa pod Cropredy Bridge (29 czerwca 1644)
- Bitwa na Marston Moor (2 lipca 1644)
- Bitwa pod Newbury (27 października 1644)
- Oblężenia Taunton (1644–1645)
- Bitwa pod Naseby (14 czerwca 1645)
- Bitwa pod Langport (10 lipca 1645)
- Bitwa pod St. Fagans (8 maja 1648)
- Oblężenie Pembroke (koniec maja-11 lipca 1648)
- Bitwa pod Mauchline Muir (12 czerwca 1648)
- Bitwa pod Maidstone (24 czerwca 1648)
- Bitwa pod Preston (17 sierpnia–19 sierpnia 1648)
- Bitwa pod Rathmines (2 sierpnia 1649)
- Bitwa pod Wigan Lane (25 sierpnia 1651)
- Bitwa pod Worcesterem (3 września 1651)